# Aria (Hiszpania)
Aria – gmina w Hiszpanii, w Nawarze, o powierzchni 8,32 km². W 2011 roku gmina liczyła 58 mieszkańców.